# Oriflame
Oriflame Holding AG – międzynarodowy holding kosmetyczny zajmujący się produkcją i dystrybucją kosmetyków, sprzedając je w systemie sprzedaży bezpośredniej korzystając z marketingu wielopoziomowego.
Przedsiębiorstwo zostało założone przez braci Jonasa i Roberta af Jochnick w Szwecji, w 1967 roku. Nazwa przedsiębiorstwa pochodzi od łac. Aurea Flamma – złoty płomień. Jest to nawiązanie do strategii rozwoju przedsiębiorstwa. Tę nazwę nosił też proporzec bojowy średniowiecznych królów Francji – oriflamme.

## Zasada działania
Oriflame działa w systemie MLM, nie posiada sieci sklepów ani struktur dostawy do innych przedsiębiorstw. Kosmetyki Oriflame dostępne są przez Konsultantów, czyli osoby związane z przedsiębiorstwem poprzez członkostwo w Klubie Oriflame i działające w systemie prowizyjnym.
Plan marketingowy Oriflame określa dwa sposoby współpracy z przedsiębiorstwem:
- Sprzedaż bezpośrednia

Konsultanci-sprzedawcy posługując się katalogami zawierającymi najważniejsze informacje o kosmetykach i aktualnych promocjach, zbierają zamówienia. Następnie kupują zamówione przez klientów produkty w cenie hurtowej bez 20% marży, i sprzedają po 25% marży, którą płaci klient. Różnica między ceną detaliczną pokazaną w katalogu a ceną hurtową jest marżą realizowaną przez konsultanta-sprzedawcę.
- Budowanie struktury sprzedaży

Budowanie tzw. własnej struktury sprzedaży poprzez pozyskiwanie nowych osób do współpracy jest klasycznym przykładem stosowania marketingu wielopoziomowego w ramach sprzedaży bezpośredniej.
Sprzedawcy przysługują premie, które zależą od obrotu handlowego całej struktury (czyli sumy obrotu handlowego wszystkich konsultantów-sprzedawców w danej strukturze) i wynoszą od 4% do 24% obrotu netto.
Dodatkowe premie wynikają z tytułów uzyskiwanych po osiągnięciu 24%. Począwszy od Dyrektora Struktury Sprzedaży promując kolejnych Dyrektorów w swojej strukturze uzyskuje się kolejne tytuły (m.in. Dyrektor Złoty, Dyrektor Szafirowy, Dyrektor Diamentowy, dyrektor Dwudiamentowy, Dyrektor Generalny itp.).

## Oriflame na świecie
Holding działa obecnie w ponad 60 krajach na świecie oraz posiada 6 własnych fabryk: w Polsce, Chinach, Rosji oraz w Indiach. Dodatkowo Oriflame dysponuje Własnym Centrum Naukowym w Dublinie, zatrudniającym ponad 100 naukowców. Holding Oriflame obchodził w 2017 roku 50-lecie istnienia. 
Firma Oriflame Cosmetics została umieszczona na "liście wstydu" profesora Yale Jeffreya Sonnenfelda za sprzeciw wobec wycofania się z rynku rosyjskiego w następstwie inwazji Rosji na Ukrainę. 

## Oriflame w Polsce
Oriflame Poland Sp. z o.o. działa od 1991 roku. W 1995 roku powstała fabryka przy ul. Skoroszewskiej w Warszawie – pierwotnie Oriflame Products Poland, później Cetes Cosmetics Poland. W 2012 r. siedziba główna spółki została przeniesiona na ul. Wołoską 22 w Warszawie. 
W 2025 roku w mediach pojawiła się informacja o zamknięciu polskiej fabryki, przeniesieniu w ciągu dwóch lat produkcji do europejskich partnerów Oriflame i likwidacji  ok. 200 miejsc pracy.

## Produkty
Główne hasło reklamowe brzmi naturalne szwedzkie kosmetyki i na nim oparty jest marketing kosmetyków. W ofercie Oriflame znajdują się również wody perfumowane, toaletowe, dezodoranty, produkty do makijażu, akcesoria (torebki, kosmetyczki, biżuteria) oraz suplementy diety Wellness by Oriflame.